# Frank Kowalski

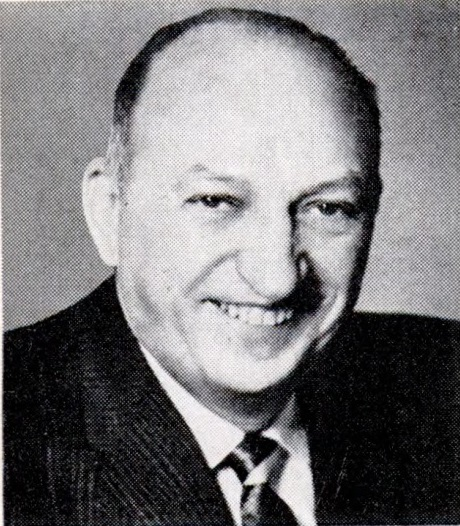
Frank Kowalski

Frank Kowalski (* 18. Oktober 1907 in Meriden, Connecticut; † 11. Oktober 1974 in Washington, D.C.) war ein US-amerikanischer Politiker. Zwischen 1959 und 1963 vertrat er den Bundesstaat Connecticut im US-Repräsentantenhaus.

## Werdegang
Frank Kowalski besuchte die öffentlichen Schulen seiner Heimat. Danach absolvierte er im Jahr 1930 die US-Militärakademie in West Point. Später studierte er bis 1937 am Massachusetts Institute of Technology (MIT) und dann in den Jahren 1945 und 1946 an der Columbia University internationale Beziehungen. Er gehörte bis 1958 auch der US Army an. Im Jahr 1944 leitete er das Programm für die nach dem Ende des Zweiten Weltkrieges geplante Entwaffnung Deutschlands. Danach unterstützte er in Japan als amtierender Leiter der amerikanischen Beratergruppe die neue japanische Regierung. 1954 war er Gründer und erster Kommandeur der United States Army Command Management School im Fort Belvoir (Virginia). Bis zu seinem Ausscheiden aus dem Militärdienst im Jahr 1958 hatte er es bis zum Oberst gebracht. Kowalski betätigte sich auch als Schriftsteller und Erfinder.
Politisch war Kowalski Mitglied der Demokratischen Partei. Bei den Kongresswahlen des Jahres 1958, die für das sechste Abgeordnetenmandat von Connecticut staatsweit abgehalten wurden, wurde er in das US-Repräsentantenhaus in Washington gewählt, wo er am 3. Januar 1959 die Nachfolge des Republikaners Antoni Sadlak antrat. Nach einer Wiederwahl im Jahr 1960 konnte er bis zum 3. Januar 1963 zwei Legislaturperioden im Kongress absolvieren. Im Jahr 1962 verzichtete er auf eine erneute Kandidatur für das US-Repräsentantenhaus. Stattdessen bewarb er sich erfolglos um die Nominierung seiner Partei für die Wahlen zum US-Senat. Zwischen 1963 und 1966 war Kowalski Mitglied im Subversive Activities Control Board, das verdächtige Aktivitäten in den Vereinigten Staaten beobachtete und verfolgte.
Frank Kowalski starb am 11. Oktober 1974 in der Bundeshauptstadt Washington und wurde auf dem Nationalfriedhof Arlington beigesetzt.